# Bánhorváthi János
Bánhorváthi János, Bánhorváti (Bori, 1760. február 29. (keresztelés) – Újbars, 1824) református lelkész.

## Élete
Apja Bánhorváti István iskolamester volt. Tanulmányait Losoncon 1774-ben kezdte és 1782 tavaszástól Debrecenben folytatta. Innen egy időre Büdszentmihályra ment praeceptornak, tanulmányait 1784 tavaszától folytatta. 1792-ben Madarasra ment rektornak. Ezután 1793 szeptemberében az Odera-Frankfurti egyetem hallgatója lett. Hazatérte után 1795-ben Tergenyén, Hont megyében, majd Újbarson lett református lelkész.

## Munkái
- Salamon királynak szorgalmatossága által lerajzoltatott Patay Sámuel urnak a báji ref. templomnak maga költségén véghez vitt fölállítása 1784. Pest, 1876.
- Keresztény embernek halál ellen való bizonyos orvossága egyedül a Jézus Krisztusban való hit… Uo. 1793. (Csete Mihály halálára mondott beszéd.)
- Keresztény asszonyi triumphus, vagy győzelmi oszlop, melyet… sóváris Soós Judit asszonyságnak Péli Nagy András… élete párjának utolsó tiszteletére… felállított. Pozsony, 1814. (Szabó Péter: Kegyesség oszlopa című halotti beszédével együtt nyomatott.)